# キミカ
株式会社キミカ（英: KIMICA Corporation）は、東京都中央区八重洲に本社を置く日本のアルギン酸メーカー。2019年1月時点で日本唯一のアルギン酸のメーカーであり、アルギン酸の日本国内シェアは80パーセント超である。2012年時点におけるアルギン酸の生産量は世界第2位。
笠原グループに所属する企業であり、自身も国内外の関連会社数社を傘下に置き、キミカグループを形成している。みどり会のメンバー会社であり、三和グループに属している。2015年3月に一般財団法人日本経済団体連合会へ入会した。

## 会社概要
1941年に千葉県君津郡（現・千葉県富津市）で創業し、日本で初めて天然海藻から抽出する多糖類アルギン酸の工業的生産に成功した。
食品用、医薬品用、工業用など幅広い用途に対応するため、アルギン酸、アルギン酸ナトリウム、アルギン酸エステルなど数百種類の製品群を有している。食品、医療品向けのアルギン酸の生産量は世界トップ。
原料となる海藻は、主に南米チリ産の海藻を使用している。

## 会社沿革
- 1939年 - 創業者・笠原文雄が海藻に含まれるアルギン酸に関する研究を開始[8]
- 1941年 - 海藻成分の高度利用を目的として君津化学研究所を創立
- 1947年 - 君津化学工業株式会社に改称
- 1961年 - 笠原文雄が東京大学から工学博士の学位を授与される（アルギン酸の工業的利用に関する研究）
- 1972年 - 千葉県富津市にアルギン酸新工場（千葉プラント）建設
- 1973年 - 笠原文雄が海藻の総合利用技術の研究により紫綬褒章を受章
- 1983年 - 笠原文雄が勲四等旭日小綬章を綬章
- 1987年 - 南米チリに子会社君津化学チリ（Industrias Quimicas Kimitsu Chile Ltda.）を設立
- 1988年
  - チリにアルギン酸プラントを建設、操業開始
  - 大阪アルギン酸商会を子会社化、株式会社大阪アルギンに改称
- 1996年 ‐ チリに海藻集荷加工会社「ALVA」を設立
- 2001年
  - 創業60周年を機に株式会社キミカに社名変更
  - 北米に現地法人キミカアメリカ（KIMICA America Inc.）設立
- 2005年 - チリ海藻集荷加工業者「M2 S.A.」に資本参加
- 2006年 - 中国アルギン酸最大手「青島明月海藻集団」に資本参加
- 2010年 - 本社を東京都千代田区内神田から東京都中央区八重洲に移転
- 2014年 - チリ子会社をKimica Chile Ltda.からAlginatos Chile S.A.(Alchi)に社名変更および改組
- 2016年
  - 第14回「勇気ある経営大賞」(東京商工会議所主催)において大賞受賞[10]
  - 「青島明月海洋科技有限公司」を子会社化
- 2018年 - ドイツに現地法人キミカヨーロッパ(KIMICA Europe GmbH)設立
- 2020年
  - 第4回ジャパンSDGsアワード特別賞（SDGsパートナーシップ賞）を受賞[9][11]。
  - 中国子会社を「青島喜美克明月海洋科技有限公司」に社名変更　※喜美克はキミカの意
- 2021年
  - 第9回環境省グッドライフアワードにおいて「環境大臣賞 優秀賞」を受賞[12]
  - 第22回グリーン購入大賞において「大賞」「環境大臣賞」を同時受賞[13]
- 2022年
  - 株式会社キミテックス設立
  - 千葉県富津市に新社屋竣工[14]
- 2023年 - 本社をYANMAR TOKYOに移転[15]
- 2024年
  - 「日本でいちばん大切にしたい会社」大賞　審査委員会特別賞を受賞[16]
  - 第一回 「NIKKEI ブルーオーシャン大賞」資源循環部門賞を受賞[17]

## 歴史
創業者・笠原文雄は、長野県小県郡上田町（現・上田市）で製糸業を営む常田館製糸場（現・笠原工業）の三男として生まれた。実業家として国際貿易を学ぶべく一橋大学へ進学したが、1933年に徴兵令を受け満州へ出兵。1年後に任務を終え除隊するも、1938年に再び召集令状を受けて中国へ出兵、南方の激戦地で病に倒れ、傷病兵として復員した。復員後に療養していた千葉県君津郡において、笠原は海岸に打ち上がった大量の海藻（カジメ、アラメなど）を目にする。当時これらの海藻は、ヨウ素やカリウムの原料とするため燃やして灰にされるだけであったが、笠原は海藻に含まれる有用な高分子多糖類「アルギン酸」の存在を知り、その抽出と産業利用を着想する。
笠原は独学で工業化学を学び、アルギン酸に関する研究に没頭。生家からの応援も受けながら設備を整え、ついに我が国で初めてとなるアルギン酸の工業的製造技術を確立した。1941年には君津郡青堀町（現・富津市）に君津化学研究所を創立し、アルギン酸の生産を開始した。戦時中アルギン酸は代用切削油や塗料の増粘剤として日本軍に採用され、君津化学の工場は軍需工場として稼働した。
終戦後、君津化学はそれまでに築き上げたアルギン酸の製造技術を無償公開するよう、GHQより要請を受ける。戦後の資金難と資材不足にあえぐ日本経済の立て直しは緊急かつ最大の課題であり、国産の未利用海藻を有効活用するアルギン酸事業の普及はGHQにとっても魅力的な施策であった。創業者・笠原は祖国復興のためにこの要請を受諾。GHQの推奨する事業とあって、君津化学には日本全国から150を超える企業が見学に訪れ、そのうち大手化学品メーカーを含む18社が実際にアルギン酸事業に参入した。しかし、GHQは製造したアルギン酸の利用については無関心であり、当時あったわずかな市場（繊維産業、アイスクリーム工業など）はあっという間に過当競争となったため、各社ともアルギン酸事業から早々に撤退し、君津化学を含む3社のみが生き残った。
高度成長期を経て日本沿岸の海藻資源が激減し、アルギン酸メーカー各社は原料海藻を海外から輸入せざるを得なくなった。世界各国の海藻資源を調査の結果、1970年代に君津化学は南米チリの海藻を利用することを決断した。現在もキミカのアルギン酸原料は南米チリの海藻である。
南米チリの豊富な海藻資源と労働力を活用すべく、1988年にチリへ進出し現地法人君津化学チリを設立。翌年には南半球唯一のアルギン酸工場（チリプラント）の稼働を開始した。
創業者・笠原文雄は1984年に病没、その後は長男・笠原文善が後継者として会社運営に当たることとなった。笠原文善が社長に就任した2001年は、創業からちょうど60年の節目にあたる。人間ならば60歳は還暦、生まれ変わりの年と位置づけて、この年に社名を株式会社キミカに改めた。また同年には北米への販売拠点としてキミカアメリカを設立。その後も笠原はチリの海藻加工業者の子会社化や、中国最大のアルギン酸メーカー青島明海藻集団への資本参加など、アルギン酸事業をグローバルに積極展開。社長就任後わずか10年ほどの間に売上を倍増させて国内トップ企業に躍り出た。
戦後、日本国内でアルギン酸事業を継続していたキミカ以外の企業は徐々に規模を縮小。2016年にはキミカ以外の企業は全てアルギン酸の抽出をやめたため、現在日本国内で海藻からアルギン酸を製造しているのは、キミカ一社のみである。

## 表彰

### 勇気ある経営大賞受賞
2016年東京商工会議所が主催する第14回「勇気ある経営大賞」大賞を受賞した。受賞理由は、以下の通り。
- 原材料の調達難、環境規制強化、安価な海外製品との競合などの急激な環境変化による事業存続の危機に際し、原産地への工場進出を英断、世界最高品質レベルの量産体制により、競合他社の受託生産も行い事業を再建したこと。
- 国際部門の強化に加え、北米では現地法人を立ち上げ物流拠点を整備し、結果売上げを倍増させたこと。さらに再生医療等新分野にも果敢に投資し、治験開始に漕ぎつけるなど、積極的な挑戦を継続していること。

授賞式の様子は、TOKYO MXの「中小企業の底ヂカラ」でも取り上げられている。

### ジャパンSDGsアワード
2020年に第4回ジャパンSDGsアワード特別賞（SDGsパートナーシップ賞）を受賞した。
アルギン酸の原料となる海藻としてチリ沿岸に打ち上げられる漂着海藻を利用しており、本来価値の無い漂着海藻に付加価値を与えるビジネスモデルとして確立した点、チリ現地の住人から海藻を買い取り生活向上に貢献しつつ、養殖事業を支援し海藻の乱獲を抑制している点、環境負荷低減への投資を行ったりアルギン酸抽出後の海藻の農業利用に挑戦している点などが評価されての受賞であった。

### 環境省グッドライフアワード
2021年に第9回環境省グッドライフアワードに「環境大臣賞 優秀賞」を受賞した。
環境省が主催する本賞は「環境と社会によい暮らし」や「社会をよくするSDGsを体現する取り組み」を表彰する制度であり、キミカは本業の事業活動である「アルギン酸の製造・販売」 の過程におけるさまざまな活動が 「グッドライフな取り組み」と評価された。

### グリーン購入大賞
2021年に第22回グリーン購入大賞において「大賞」と「環境大臣賞」を同時受賞した。
グリーン購入ネットワークが環境省、経済産業省、農林水産省等の後援を受け、持続可能な調達（消費と生産）を通じて脱炭素・SDGs・サーキュラーエコノミーを実現する取り組みを表彰する制度で、受賞にあたり以下のポイントが評価された。
- 「生態系や気候条件に配慮したアルギン酸の生産方法」と「チリにおける漁民の貧困解消、生活向上につながる取り組み 」などには明確なビジョンに基づいた独自性がある。
- 世界的なサプライチェーンに好影響を与える取り組みを長年続けて成果をあげている。
- 漂着海藻を活用することにより海藻生態系へ介入することなく原料を調達し、さらにその残渣まで肥料化として利用しており、全て自然の中で循環されているビジネスモデルである。

### TOKYOテレワークアワード
2021年に東京都の主催する第1回 TOKYOテレワークアワード 推進賞を受賞した。

## 社歌
キミカは、2016年に東京商工会議所より「勇気ある経営大賞」を顕彰され、賞金200万円を受け取った。社長はこの賞金の使い道を社員から募集するが、良いアイデアは生まれず、1年以上が過ぎた。家族から「最近、社歌を制作する企業が増えている」と聞いた社長が調べてみると、社歌の制作会社というものが存在しており、料金も妥当ということで、賞金の利用先として社歌制作を決める。依頼に先立ち、社歌の歌詞に入れたいフレーズや曲調の意見を社員に求めたところ、全社員の半数から応募があった。更にはバンド活動の経験がある社員2人がそれぞれ1曲ぶん全部作ってくるなど、大いに盛り上がりを見せた。その後制作会社と相談しながら、いわゆる社名や商品名を連呼するような社歌ではなく、社員に親しまれ、歌いやすい曲を作る方針を定め、募集したフレーズを織り込んで、2曲を作成した。
- 社歌：帆をあげて[21]
- キミカスピリットの歌：Best in the world[22]